# El Parque
 (décembre 2018).
El Parque est un groupe de rock costaricain, originaire de San José. Les origines du groupe sont retracées à décembre 1992, lorsque dans une scène locale fortement dominée par des groupes qui jouaient des reprises, il décide de se consacrer à composer, enregistrer et interpréter sa propre musique.
Avec des tournées à travers l'Amérique centrale et le Mexique - où il partage la scène avec de grands groupes originaires d'Amérique latine - et dix albums, El Parque est « l'un des principaux groupes du mouvement rock local. »

## Biographie

### Origines et débuts (1992–1997)

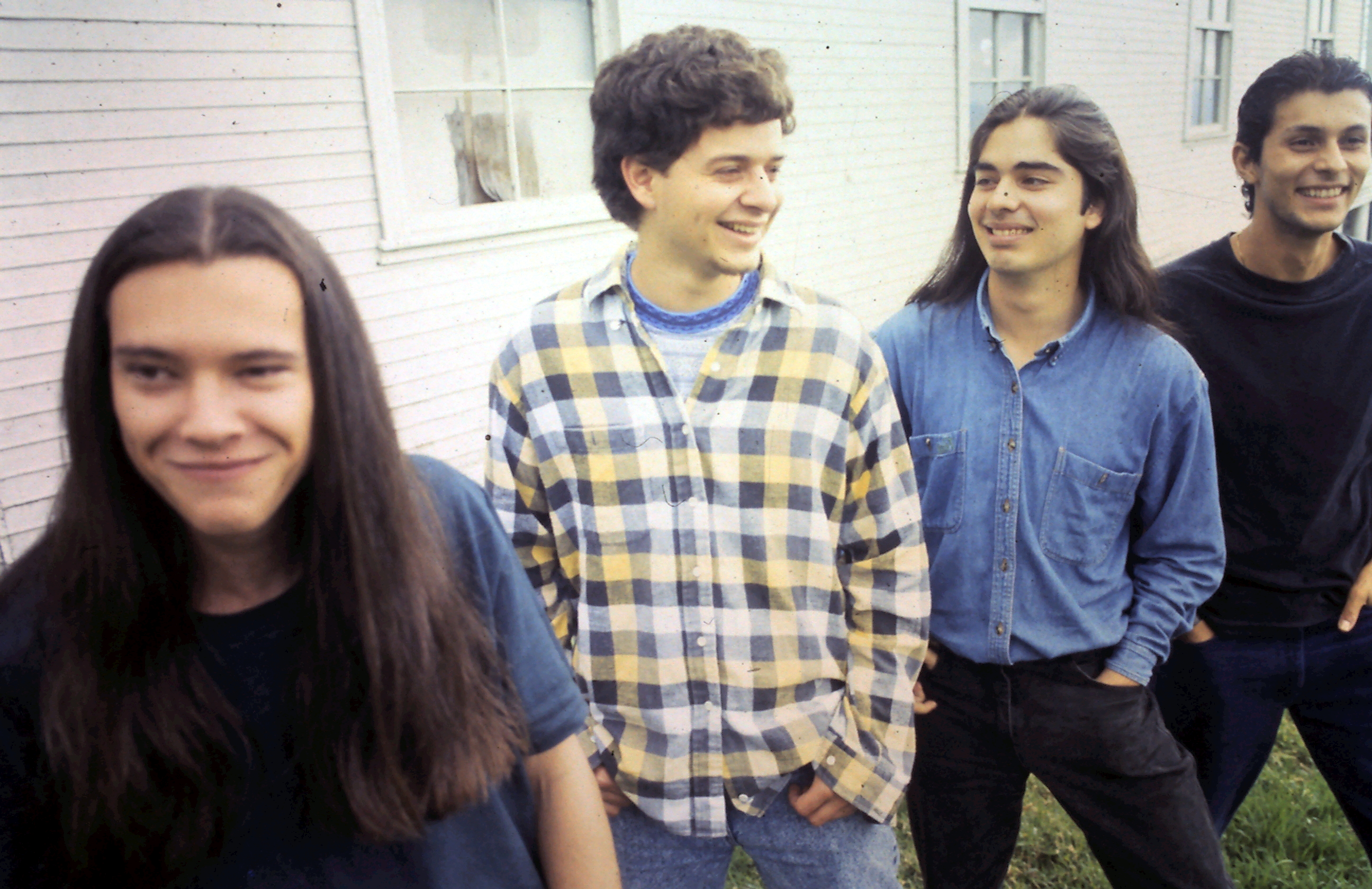
El Parque à ses débuts (1994).

En décembre 1992, le guitariste Inti Picado et le batteur Federico Dörries se rencontrent à San José, là où ils envisagent de former un groupe de musique original. Immédiatement, ils commencent à répéter et recruter d'autres musiciens, alors qu'ils composent plusieurs chansons qui devraient être incluses dans leur premier album. Après plusieurs mois de tests, en octobre 1993, ils se consolident enfin avec l'arrivée du bassiste Bernardo Trejos et du chanteur Paul Jiménez.
De cette façon, El Parque entre en studio durant les premiers mois de 1994 et enregistre Laura, une chanson qui en fait l'un des dix finalistes de la deuxième édition du Yamaha Music Quest Costa Rica. Après avoir participé à ce concours, El Parque enregistre l'album Hombre azul. Avec cela, il devient l'un des « premiers groupes de l'histoire du rock costaricain à enregistrer un CD. »
Pour la tournée en soutien à l'album, El Parque joue avec les groupes guatémaltèque Alux Nahual et argentin Enanitos Verdes. Alors que plusieurs de leurs morceaux atteignent la pole position des chaines de radio locales, El Parque se fait connaitre à l'international avec le single Laura.
À la fin de 1995, El Parque enregistre au Teatro Laurence Olivier, son deuxième album, Entre sangre y arena, « le premier album de rock pop local enregistré en live. » En 1996, El Parque entame une tournée qui le ramènera à travers le Costa Rica. Cette année, ils partagent la scène avec les groupes Soda Stereo, Héroes del Silencio, Los Rabanes, Los Fabulosos Cadillacs et Maldita Vecindad y los Hijos del Quinto Patio. La même année, El Parque signe avec le label Sony Music Entertainment, et enregistre son troisième album, Oma, qui sera certifié disque d'or en Amérique centrale.
En février 1997, El Parque sort le clip Cuántas noches qui, peu de temps après, en fait « le premier groupe local à placer un clip sur le réseau MTV International ». Ce même mois, El Parque joue Oma au Teatro Popular Melico Salazar. En mai la même année, El Parque commence sa première tournée internationale. Soutenu par son label Sony Music Entertainment et après nombre de foi classé premier des chaines du Honduras, du Panama, du Nicaragua et du Costa Rica, le groupe joue au Mexique ; au Honduras avec Aleks Syntek ; au Guatemala, avec Alux Nahual ; et au Nicaragua et au Panama. 
De retour au Costa Rica, le groupe se produit avec les mexicains Café Tacvba, au Palacio de los Deportes à Heredia. Un mois plus tard, El Parque part à nouveau pour le Honduras, où il participe à un grand concert à l'Estadio de béisbol Lempira Reina de Tegucigalpa. Le 4 octobre cette même année, El Parque représente le Costa Rica au Festival Reminding Che, à Managua.

### Séparation (1998)

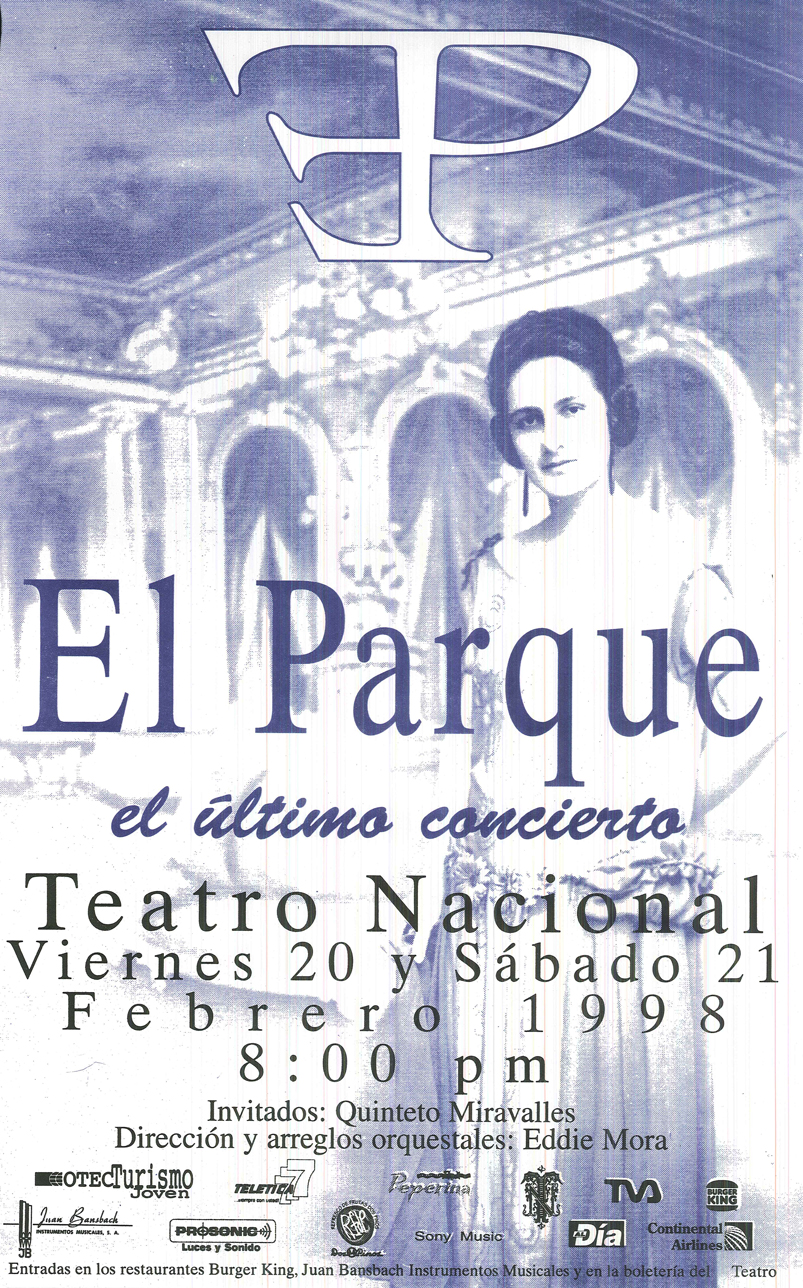
El Parque au Teatro Nacional, en 1998.

En 1998, alors que El Parque s'apprête à enregistrer son quatrième album, cette fois aux studios de Sony au Mexique, en raison de problèmes parmi ses membres, El Parque décide de se séparer et de rompre son contrat. Ainsi, les 20 et 21 février, première présentation d'un groupe de rock costaricain au Théâtre national du Costa Rica et à guichets fermés, El Parque dit au revoir aux scènes.

### Retour (2005–2007)
À la mi-2005, El Parque revient avec le chanteur original du groupe, Paul Jiménez. Il joue une date unique, au Club Planet Mall, et lance son premier morceau en six ans, Nada cambia. Faisant salle comble et partageant la scène avec des musiciens de l'Orquesta Sinfónica Nacional du Costa Rica, El Parque promet à ses fans des concerts annuels. Un an plus tard, El Parque enregistre une nouvelle chanson, Caminos, et la présente en quatre concerts au Teatro Laurence Olivier.
Le parc joue avec des groupes d'Espagne et de Cuba, au Festival Internacional de las Artes de Costa Rica 2008. Cette année, quatre des cinq albums d'El Parque se terminent dans les 20 premières places d'un vote pour choisir le meilleur des albums de l'histoire du rock costaricain, sponsorisé par le journal web Vuelta en U.

### Retour en pole position (2008–2009)
Entre décembre 2008 et février 2009, le groupe enregistre son album éponyme, El Parque ; qu'ils publient en avril 2009 et avec lequel « ils sont entrés pleinement dans leur maturité musicale. » À ce moment, le premier single extrait de l'album, El Parque, atteint les charts de plusieurs chaines de radio costaricaines, et se classe premier pendant dix semaines consécutives - du 6 juin au 8 août 2009 -, sur l'emisora 979.
Le 15 juillet 2009, El Parque sort' à ce moment-là le deuxième single de son album éponyme, Desterrado, qu'ils soutiennent avec un clip du réalisateur costaricain Miguel Gómez. Les singles Desterrado et En ese instante, atteignent la première place de l'emisora 97.9. En septembre 2009, El Parque lance le clip de son troisième single, Tsega, cette fois réalisé par Marvin Murillo, et avec la participation de la poète, actrice et dramaturge Ana Istarú dans le rôle principal.

### Nouveaux albums (2010–2012)

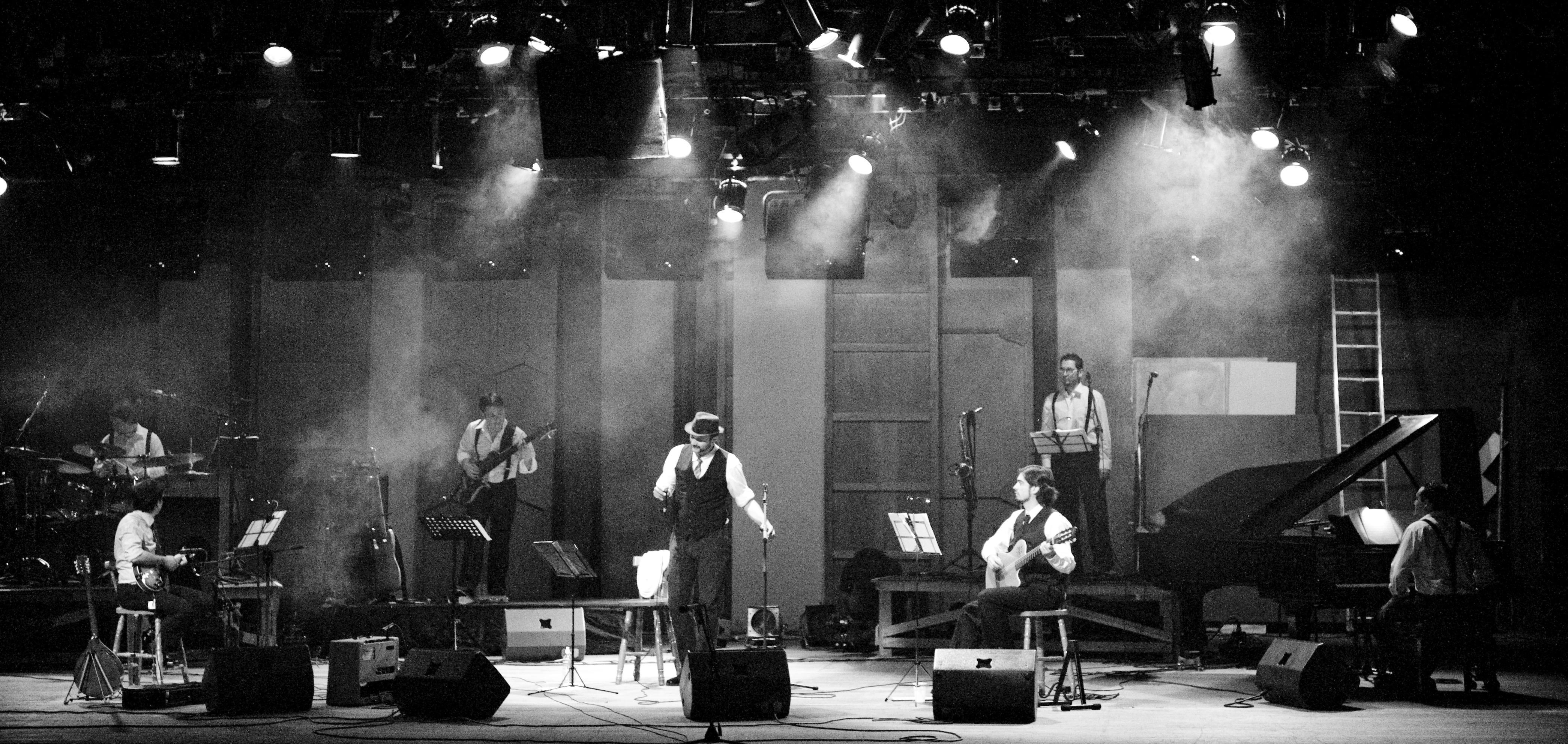
El Parque graba el disco en vivo Melico.

Après une tournée jouée dans les principales provinces du Costa Rica, et notamment en ouverture du groupe britannique Depeche Mode lors de sa présentation au Costa Rica El Parque achève la tournée avec un nouvel album enregistré au Teatro Popular Melico Salazar, et qui devient « l'un des chapitres les plus significatifs de l'histoire de ce groupe formé il y a 18 ans. »
Ainsi, El Parque enregistre son deuxième album live, « 15 ans après avoir enregistré quelque chose de similaire au Teatro Laurence Olivier, pour Entre sangre y arena, qui fut le premier album studio enregistré en live par un groupe de rock costaricain original. » Comme il y a plus d'une décennie, « le public a remercié le public pour ses applaudissements. »
Le 27 septembre 2010, El Parque joue en première partie du groupe américain Bon Jovi pendant un concert à l'Estadio Ricardo Saprissa Aymá, à Tibás, au Costa Rica. Après cette nouvelle prestation internationale, El Parque publie Melico son septième album, le 3 décembre 2010. Un jour plus tôt, le groupe avait déjà mis en téléchargement gratuit son album sur son site web. Une semaine plus tard, le jeudi 9 décembre, El Parque s'associe au journal costaricien La Nación pour faire connaître Melico à un public plus large. « Pour la première fois, la plateforme numérique de La Nación met en téléchargement gratuit un album studio. Le pari s'établissait sur le rock national ; ce disque s'appelle Melico et c'est la septième sortie d'El Parque. » Le clip du premier single extrait de Melico, Estare muy bien, est diffusé en ligne sur La Nación le 23 janvier 2011. Il s'agit du premier clip vidéo réalisé par le costaricain Hernán Jiménez.

### La Deriva(depuis 2012)

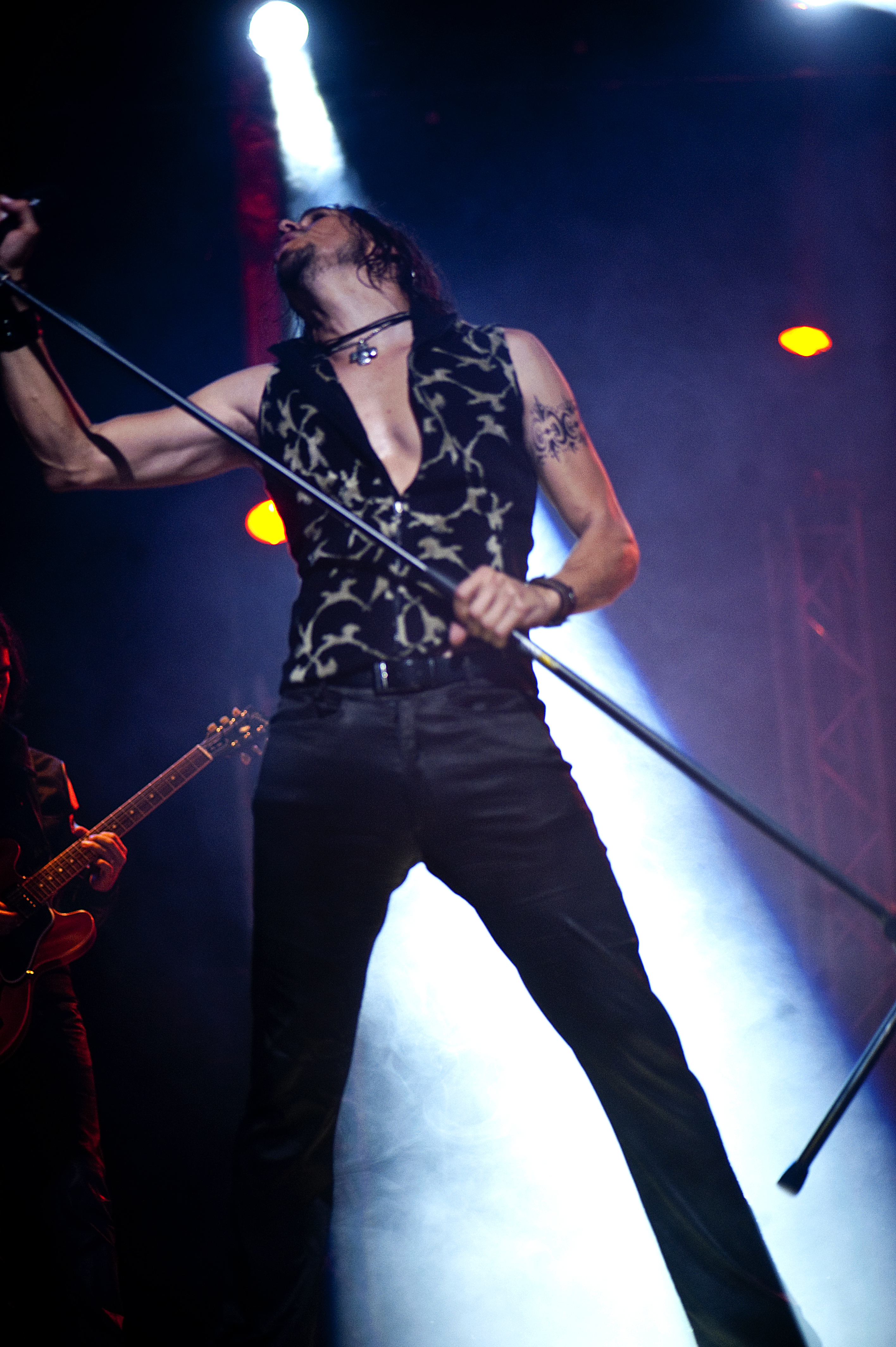
Luis Arenas.

La première semaine de 2013, El Parque réserve une surprise à ses fans. Pour son 20e anniversaire, El Parque annonce deux concerts au Teatro  Popular Melico Salazar de la capitale du Costa Rica. Pour l'occasion, El Parque invite Luis Arenas, chanteur du groupe Lucho Calavera, et La Canalla ; chanteur d'El Parque de 1995 à 1998.
Après avoir fait partie du groupe depuis sa création, Inti décide de prendre le temps de se consacrer à d'autres projets personnels, ce qui oblige le groupe à définir une nouvelle direction. Luis Arenas (Lucho Calavera) confirme son retour, et prend, avec Fico, les rênes du groupe. Après la célébration de leur 20e anniversaire, le groupe enregistre un nouvel album, La Deriva, qui est lancé en 2016.

## Discographie

### Albums studio
- 1995 : Hombre azul
- 1996 : Entre sangre y arena
- 1997 : Oma
- 1999 : Anoche vino el diablo a hablarme de Dios
- 2007 : Caminos
- 2009 : El Parque
- 2010 : Melico
- 2012 : El Vacío
- 2013 : Veinte
- 2016 : La Deriva